# Andrej Babić

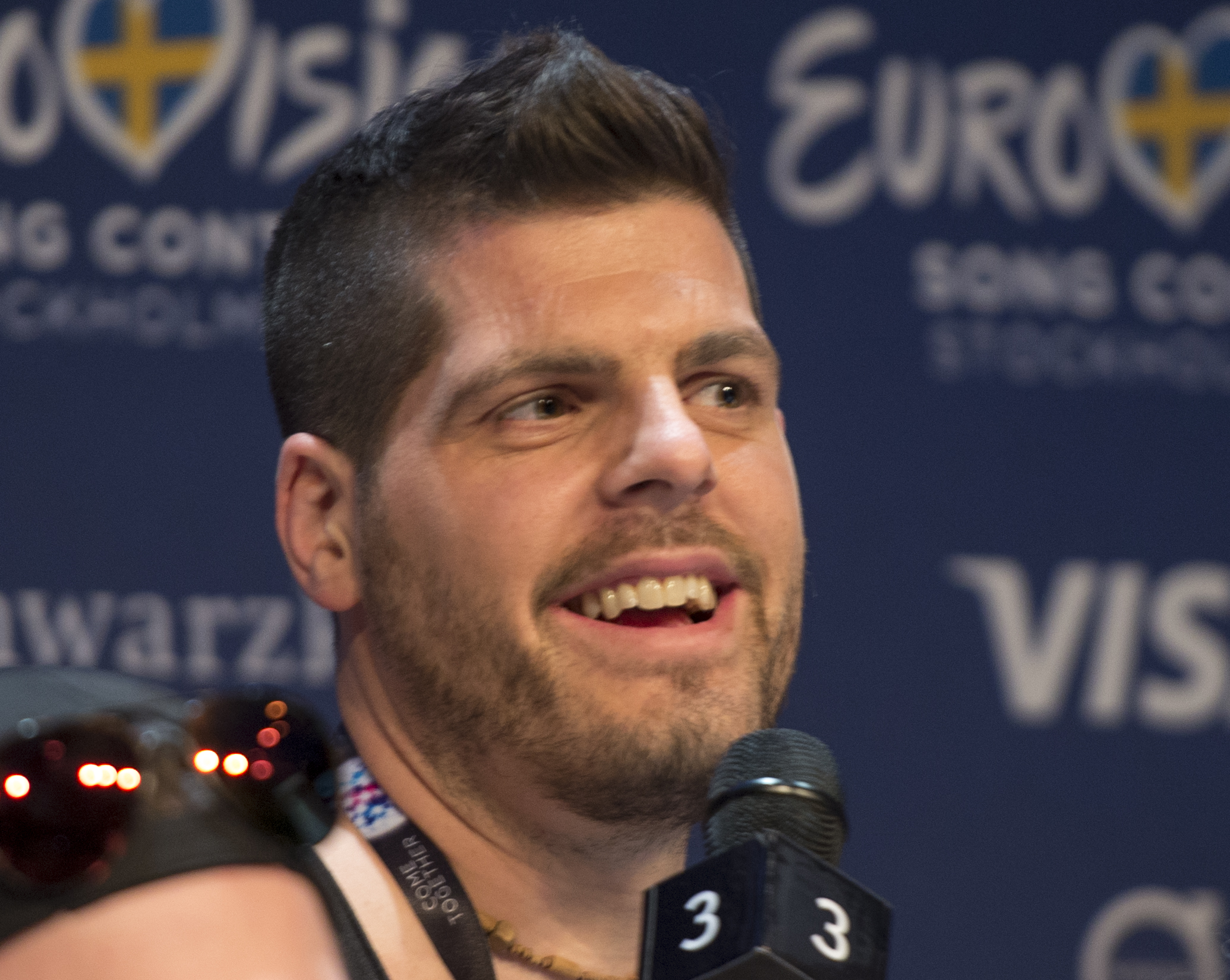
Andrej Babić (2016)

Andrej Babić (* um 1976/77) ist ein kroatischer Pop-Komponist, der für mehrere Länder beim Eurovision Song Contest antrat.

## Leben
Andrej Babić besuchte ein Musikgymnasium. Er absolvierte dann ein Studium der Volkswirtschaftslehre, das er mit Diplom abschloss. 1997 präsentierte er erstmals eine Komposition beim kroatischen Vorentscheid zum Eurovision Song Contest. 2003 gewann er die Vorentscheidung und landete beim Contest mit dem Lied Više nisam tvoja auf dem 15. Platz. Er selbst begleitete die Sängerin Claudia Beni im Background. Ab 2005 nahm er auch an den Vorentscheiden für Bosnien/Herzegowina und Slowenien teil, welche mehrmals erfolgreich und somit zu Eurovisions-Beiträgen für Bosnien/Herzegowina (2005) und Slowenien (2007) wurden.
2008 gewann er die Vorauswahl in Portugal, die ein Fado-inspiriertes Stück voraussetzten. Beim Contest erreichte er mit Platz 13 sein bisher höchstes Ergebnis. Seine folgenden Teilnahmen für Slowenien (2009) und Portugal (2012) endeten mit dem Halbfinale.
Er hat zwei Kinder und lebt in Rijeka.

## Beiträge beim Eurovision Song Contest
| Land                    | Jahr | Titel                           | Künstler                          | Platzierung | Punkte       |
| ----------------------- | ---- | ------------------------------- | --------------------------------- | ----------- | ------------ |
| Kroatien                | 2003 | Više nisam tvoja                | Claudia Beni                      | 15          | 29           |
| Bosnien und Herzegowina | 2005 | Call Me                         | Feminnem                          | 14          | 79           |
| Slowenien               | 2007 | Cvet z juga                     | Alenka Gotar                      | 15 (SF: 7)  | 66 (SF: 140) |
| Portugal                | 2008 | Senhora do mar (Negras águas) 1 | Vânia Fernandes                   | 13 (SF: 2)  | 69 (SF: 120) |
| Slowenien               | 2009 | Love Symphony 2                 | Quartissimo feat. Martina Majerle | SF: 16      | 14           |
| Portugal                | 2012 | Vida minha*                     | Filipa Sousa                      | SF: 13      | 39           |

## Beiträge aus nationalen Vorentscheidungen
Gewinner der Vorentscheidungen, die ihr Land beim ESC vertreten haben, werden nicht berücksichtigt.

### Beiträge für Kroatien (Dora)
- 1997 – Nemamo to pravo von Ksenija Sobotinčić – 17. Platz
- 1999 – Miris ljubavi von Teens – 14. Platz
- 2000 – Hajde reci što von Teens – 4. Platz

### Beiträge für Serbien (Beovizija)
- 2009 – Tvoje drugo ime je greh – Dušan Zrnić – 7. Platz

### Beiträge für Slowenien (EMA)
- 2005 – Metulj – Saša Lendero – 2. Platz
- 2006 – Mandoline – Saša Lendero – 2. Platz
- 2010 – Tukaj sem doma – Manca Špik – 4. Platz

### Beiträge für Portugal (Festival da Canção)
- 2010 – Canta por mim – Catarina Pereira – 2. Platz
- 2011 – Sobrevivo – Carla Moreno – 11. Platz
- 2014 – Mea Culpa – Catarina Pereira – 2. Platz

### Beiträge für Georgien
- 2010 – For Eternity – Sopho Nizharadze

### Beiträge für die Schweiz
- 2011 – L'égoïste – Evelyne Filipe

### Beiträge für Belarus
- 2012 – The Best Thing – Gunesh